# Подгорная Синюха
Подгорная Синюха — станица в Отрадненском районе Краснодарского края.
Административный центр Подгорно-Синюхинского сельского поселения.

## География
Станица расположена на реке Малая Синюха, в 26 км западнее районного центра — станицы Отрадной.

### Улицы
- ул. Гагарина,
- ул. Ленина,
- ул. Луговая,
- ул. Почтовая,
- ул. Речная,
- ул. Садовая,
- ул. Школьная.

## История
Хутор Синюха был образован в 1912 году из Синюхинских хуторов станицы Подгорной, которые были поселены с 1865 года; позже назывался хутором Подгорносинюхинским (в отличие от Синюхинских хуторов других станиц); населённый пункт преобразован в станицу не позже 1946 года.

## Население
| 2002 | 2010 |
| ---- | ---- |
| 744  | ↘565 |